# Toyota Sports 800
La Toyota Sports 800 est une automobile produite par Toyota. Elle est basée sur la Toyota Publica 800 Luxe, une petite automobile 4 places réservée au marché japonais. Présentée officiellement au salon de Tokyo 1964, elle entre en production en avril de l'année suivante.
Toyota décide la fabrication en série de la Sports 800 après avoir présenté un original prototype Publica Sports en 1962. Avec son style original qui n'emprunte rien aux voitures occidentales, M. Sato crée une automobile équilibrée dont la proue annonce la future 2000 GT. Sa carrosserie autoporteuse en acier est allégée par des panneaux, un capot, des portes et un toit amovible en aluminium. Réduite à 2 places, elle ne pèse que 580 kg à vide.
Avec 3,58 m de long et un moteur placé aussi bas que possible, la S800 annonce une volonté de se placer dans le créneau des voitures de sport, malgré son moteur emprunté à la Publica. Ce bicylindre en alliage, refroidi par air, possède une cylindrée de 790 cm3, des soupapes en tête et un arbre à cames latéral, deux carburateurs. Toutefois, il ne développe que 45 ch DIN (49 ch SAE) à 5 400 tr/min quand la Honda S800, une de ses rivales, développe 70 ch.
Avec une compression de 9:1 la vitesse de pointe est de 155 km/h. La boîte de vitesses est à quatre rapports synchronisés et les freins sont à tambours aux 4 roues.
Elle participe à des compétitions au Japon dans la catégorie des petites cylindrées et remporte notamment les 24 Heures de Fuji dans sa catégorie.
Pratiquement pas exportée, il n'en est fabriqué que 3131 exemplaires jusqu'en octobre 1969.